# Альтвайдельбах
Альтвайдельбах (нім. Altweidelbach) — громада в Німеччині, розташована в землі Рейнланд-Пфальц. Входить до складу району Рейн-Гунсрюк. Складова частина об'єднання громад Зіммерн.
Площа — 4,1 км2. Населення становить 263 ос. (станом на 31 грудня 2020).